# Сайфер
Са́йфер (англ. Cypher) — персонаж фильма «Матрица», исполняемый актером Джо Пантолиано. В фильме он является оператором корабля «Навуходоносор». Однако он на самом деле является предателем, который предал команду и заключил сделку с Агентом Смитом.

## Имя
Имя «Сайфер» может переводиться с английского как «шифровщик».

## Во Вселенной Матрицы

### Фильм
Сайфер принял красную пилюлю 10 лет назад, согласно фильму, однако за эти 10 лет он разочаровался в идеалах Морфеуса. Он влюблён в Тринити, и ему опостылела бесконечная война против машин в канализации. Он высказывает свои первые намёки Нео, который не понимает, о чём говорит оператор. В конце концов, Сайфер решается на предательство и в разговоре с агентом Смитом в ресторане заявляет, что хочет вернуться в Матрицу, несмотря на её иллюзорность, чтобы испытать полноту бытия, которая, по его мнению, прямо пропорциональна ощущению. Таким образом, кредо Сайфера — гедонизм, скептицизм и субъективный идеализм.
В фильме из-за предательства Сайфера погибают четыре человека: Маус, не успевший выбраться из Матрицы и расстрелянный полицейскими, а также Апок и Свитч, которых Сайфер убивает, выдернув из их затылков штекеры на корабле. Также Сайфер сжигает из винтовки Теслы Дозера и готовится убить Нео, но предателя сжигает живьём в ответ Тэнк.

### The Matrix Online
В онлайн-игре The Matrix Online начинает действовать секта «сайферитов», которые стремятся вернуть всех сбежавших из Матрицы обратно на электростанции (как того хотел Сайфер). Когда Агент Грэй утверждает, что желание Сайфера, равно как и требование сайферитов, нельзя исполнить даже теоретически, разочарованные сайфериты объявляют войну всему Зиону и вступают с ними в схватку.

## Критика и отзывы
Позиция Сайфера, который в разговоре с Агентом Смитом провозглашает «Счастье в неведеньи» (англ. «Ignorance is bliss»), порождает философские вопросы. Более того, некоторые[какие?] философы заявили о вероятности того, что мы живём в матрицеподобном мире. Другой обсуждаемый вопрос — а многие бы из нас согласились, по примеру Сайфера, «подключиться» к компьютерной системе, которая бы создала в нашем сознании мир, полный удовольствий и развлечений? С точки зрения критиков и философов, такая идея вряд ли понравилась бы большинству людей, так как она по сути аморальна. По мнению философа Роберта Нозика, люди хотят не просто ощущать, как они что-то делают — у них есть реальная потребность совершать действия. Действия же Сайфера, который стремится к удовлетворению телесных потребностей, уже давно ассоциируются c искушением и грехом.
Журнал «Мир Фантастики» поставил Сайфера на 10 место в списке «10 самых известных предателей в фантастике», отметив, что у него самая понятная причина для предательства: «Холод, голод, страх и безысходность не каждый готов терпеть, особенно после тёплой, приятной жизни в виртуальной реальности».

## Отсылки
- В ресторане Сайфер требует, чтобы он «стал знаменитым киноактёром и ничего не помнил из прошлого». Смит мгновенно находит лучший вариант и называет его "господином Рейганом". Это отсылка братьев Вачовски к президенту США Рональду Рейгану, который действительно был киноактёром и страдал от болезни Альцгеймера, вызывающей потерю памяти.
- По аналогии с Библией, критики Сайфера часто называют именно «Иудой» в Матрице, однако коренное отличие в том, что Иуда покончил с собой, а Сайфер был убит.
- Неприятие того, чем кормят его на корабле, и любовь к «матричной» еде являются отсылкой к цитате из Ветхого Завета, когда народ Израиля ропщет во время Исхода: «Кто накормит нас мясом? Мы помним рыбу, которую в Египте мы ели даром, огурцы и дыни, и лук, и репчатый лук и чеснок: а ныне душа наша изнывает: ничего нет, только манна в глазах наших…»